# Luis Gamonal Gago
Luis Gamonal (Villadangos del Páramo, 1º giugno 1922 – Santander, 18 marzo 1981) è stato un calciatore e allenatore di calcio spagnolo.

## Carriera
In attività giocava come attaccante. Nel Barcellona vinse una Coppa Eva Duarte.